# Bjørg Vik
Bjørg Vik (Oslo; 11 de septiembre de 1935-7 de enero de 2018) fue una escritora, dramaturga y periodista noruega.

## Biografía
Graduada en periodismo en la Journalistakademiet, trabajó en el periódico Porsgrunns Dagblad. Debutó como escritora en 1963 con la colección de cuentos Søndag eftermiddag, y se volvió particularmente conocida por sus novelas cortas. Fue miembro del Centro de Escritores de Noruega y del Consejo de la Prensa. Durante las décadas de 1960 y 1970, escribió con un fuerte compromiso feminista, y en 1973 fue cofundadora de la revista pionera Sirene.
Sus textos han sido traducidos a más de 30 idiomas, y fue nominada en tres oportunidades al Premio de Literatura del Consejo Nórdico; además, en 1987 recibió el premio Telemark fylkeskommunes kulturpris. Entre sus publicaciones destaca la trilogía Elsi, que en parte tiene algunos rasgos autobiográficos.

## Obras
- Sensommer (novela, Cappelen, 2005)
- Forholdene tatt i betraktning (cuento, Cappelen, 2002)
- Salong Saratustra (drama, Cappelen, 2001)
- Alt kvinner tilgir (drama, Cappelen, 1999)
- Roser i et sprukket krus. (novela, Cappelen, 1998)
- Gatenes magi. (Kortprosa, 1996)
- Elsi Lund. (novela, Cappelen, 1994)
- Den lange reisen til et annet menneske. (cuento, Cappelen, 1993)
- Reisen til Venezia. (drama, 1992)
- Poplene på St. Hanshaugen. (novela, Cappelen, 1991)
- Vinterhagen. (drama, 1990)
- Små nøkler store rom. (novela, Cappelen, 1988)
- Jørgen Bombasta. (literatura juvenil e infantil, Cappelen, 1987)
- En gjenglemt petunia. (cuento, Cappelen, 1985)
- Fribillett til Soria Moria. (drama, 1984)
- Snart er det høst. (cuento, Cappelen, 1982)
- Det trassige håp. (drama, 1981)
- En håndfull lengsel. (cuento, Cappelen, 1979)
- Sorgenfri. (Krim og spenning, Aschehoug, 1978)
- Gutten som sådde tiøringer. (literatura juvenil e infantil, Pax, 1976)
- Fortellinger om frihet. (cuento, Cappelen, 1975)
- Hurra, det ble en pike! Sketsjer for unge amatører. (drama, 1974)
- To akter for fem kvinner. (drama, 1974)
- Kvinneakvariet. (cuento, Cappelen, 1972)
- Gråt elskede mann. (novela, Cappelen, 1970)
- Det grådige hjerte. (cuento, Cappelen, 1968)
- Nødrop fra en myk sofa. (cuento, Cappelen, 1966)
- Søndag ettermiddag. (cuento, Cappelen, 1963)